# Nafissatou Dia Diouf
Nafissatou Dia Diouf (Dakar, 11 settembre 1973) è una scrittrice senegalese.
La madre era professoressa, il padre era diplomatico. Studiò nell'Università Bordeaux Montaigne.

## Opere
- 2001: Retour d'un si long exil
- 2003: Primeur, poèmes de jeunesse
- 2004: Le Fabuleux Tour du monde de Raby
- 2005: Je découvre l'ordinateur
- 2005: Cytor & Tic Tic naviguent sur la toile
- 2008: Les petits chercheurs
- 2010: Cirque de Missira et autres nouvelles